# Cabanes (Catalunha)
Cabanes (nome oficial), em castelhano também chamado Cabanas, é um município da Espanha na comarca de Alt Empordà, província de Girona, comunidade autónoma da Catalunha. Tem 15 km² de área e em 2021 tinha 941 habitantes (densidade: 62,7 hab./km²).

## Demografia
| Variação demográfica do município entre 1991 e 2004 | Variação demográfica do município entre 1991 e 2004 | Variação demográfica do município entre 1991 e 2004 | Variação demográfica do município entre 1991 e 2004 |
| --------------------------------------------------- | --------------------------------------------------- | --------------------------------------------------- | --------------------------------------------------- |
| 1991                                                | 1996                                                | 2001                                                | 2004                                                |
| 782                                                 | 770                                                 | 759                                                 | 852                                                 |